# Poletit će Sokol moj
Poletit će Sokol moj je treći studijski album tamburaškog sastava Berde Band, koji 1995. godine objavljuje diskografska kuća Croatia Records.
Album sadrži 10 skladbi, a među najistaknutijim autorima bili su Đorđe Novković i Željko Krezo.

## Popis pjesama
| Br. | Skladba                                          | Autor                                        | Trajanje |
| --- | ------------------------------------------------ | -------------------------------------------- | -------- |
| 1.  | »Poletit' će Sokol moj«                          | Željko Krezo/Ljiljana Tonkić                 |          |
| 2.  | »Oj, hrastovi Slavonije ravne«                   | Željko Krezo/Ivan Đuričić                    |          |
| 3.  | »Milov'o sam garave i plave«                     | Ivo Tijardović/Ivan Kozarac                  |          |
| 4.  | »Iločka«                                         | Željko Krezo/Šima Jovanovac                  |          |
| 5.  | »Bez nje ću ostariti«                            | Đorđe Novković/Zlatko Sabolek                |          |
| 6.  | »Kad sam bio oženjen«                            | Đorđe Novković/Zlatko Sabolek                |          |
| 7.  | »Dušo moja, djevojko«                            | Željko Krezo/Ljiljana Tonkić                 |          |
| 8.  | »Zbogom pjesmo«                                  | Đorđe Novković/Marijan Samardžić/Zoran Bašić |          |
| 9.  | »Ah, kad tebe ljubit' ne smijem« (tradicionalna) |                                              |          |
| 10. | »Zadnju će nam pjesmu pjevati«                   | Đorđe Novković/Marijan Samardžić             |          |

## Izvođači
- Antun Tonkić - tamburaško čelo
- Mario Katarinčić - čelović (e-basprim)
- Mladen Jurković - bugarija (kontra)
- Mato Danković - bisernica (prim)
- Mladen Boček - drugi brač (basprim)
- Damir Butković - vokal, bas (berda)
- Željko Danković - vokal, 1.brač (basprim)

## Vanjske poveznice
- Službene stranice sastava  Arhivirana inačica izvorne stranice od 10. listopada 2010. (Wayback Machine) - Poletit će Sokol moj